# Parafia św. Wita w Mełgwi
Parafia Świętego Wita w Mełgwi - parafia rzymskokatolicka w Mełgwi, należąca do archidiecezji lubelskiej i Dekanatu Świdnik. Została erygowana w 1394. Mieści się przy ulicy Kościelnej. Parafię prowadzą księża diecezjalni.

## Zasięg parafii
Do parafii należą wierni z następujących miejscowości: Dominów, Jacków, Janowice, Janówek, Józefów, Krępiec, Krzesimów, Lubieniec, Mełgiew, Minkowice, Nowy Krępiec, Piotrówek, Podzamcze, Trzeciaków, Trzeszkowice i Żurawniki. 